# 생원시 (조선)
생원과는 생원시(生員試) 혹은 사마시(司馬試)라고도 불렸다. 문과를 대과로 부르는 것에 대하여 진사과와 함께 소과(小科)로 분류되었다. 보통 생원진사시라고 묶어서 부르기도 했는데 원칙적으로 두 시험은 다른 종류의 시험이었다. 생원과는 주로 유교 경전인 사서오경에 관한 지식과 이해 정도를 평가하는 방식으로 진행되었다. 그리고 합격자에게는 생원의 지위를 부여했다. 
생원과와 진사과 모두 지방과 한성에서 각각 초시(初試)를 치르고, 통과자들이 다시 한성에서 복시(覆試)를 거쳐 최종 합격되는 방식은 동일하였다. 한 사람이 생원과와 진사과에 모두 응시할 수 있었을 뿐만 아니라 1년 동안 두 시험에 함께 응시하는 것도 가능했다. 두 시험에 모두 합격한 사람을 양시(兩試)라고 불렀다. 생원과는 3년마다 정기적으로 시행하는 식년시(式年試)와 국가에 큰 경사가 있을 때 특별히 시행하던 증광별시(增廣別試)가 있었다. 

## 입학 자격
생원과의 기본 목적은 시험에 합격한 이들에게 성균관에 입학할 자격을 주고, 대과에 응시할 자격을 주는 것으로 관직의 임명과 관련 있는 시험이 아니었다. 관리에 임용되기 위해서는 소과에 합격한 뒤 다시 대과에 응시해서 합격해야만 했다. 하지만 이 원칙이 엄격하게 지켜진 것은 아니었고, 조선 후기로 갈수록 생원진사시를 거치지 않고 문과에 합격하는 인원들이 증가하였다. 이처럼 관리 임용과도 무관하였음에도, 조선 시대 전 기간 동안 꾸준히 응시자가 있었고 후기로 가면 실시 횟수와 선발 인원이 늘어났다. 시험의 합격은 국가로부터 유학자로 공인받음을 의미하며, 생원, 진사라는 신분은 그 자체로 향촌 사회에서 존경을 받았기 때문이었다.

## 폐지 및 재실행
조선 건국 초기에는 생원과가 진사과보다 중요하게 취급되어 생원과는 계속 유지되었지만 진사과는 1395년(태조 4) 폐지되었다가 세종(世宗, 재위 1418~1450) 대에 다시 시행되었다.